# Kasteel van La Berlière

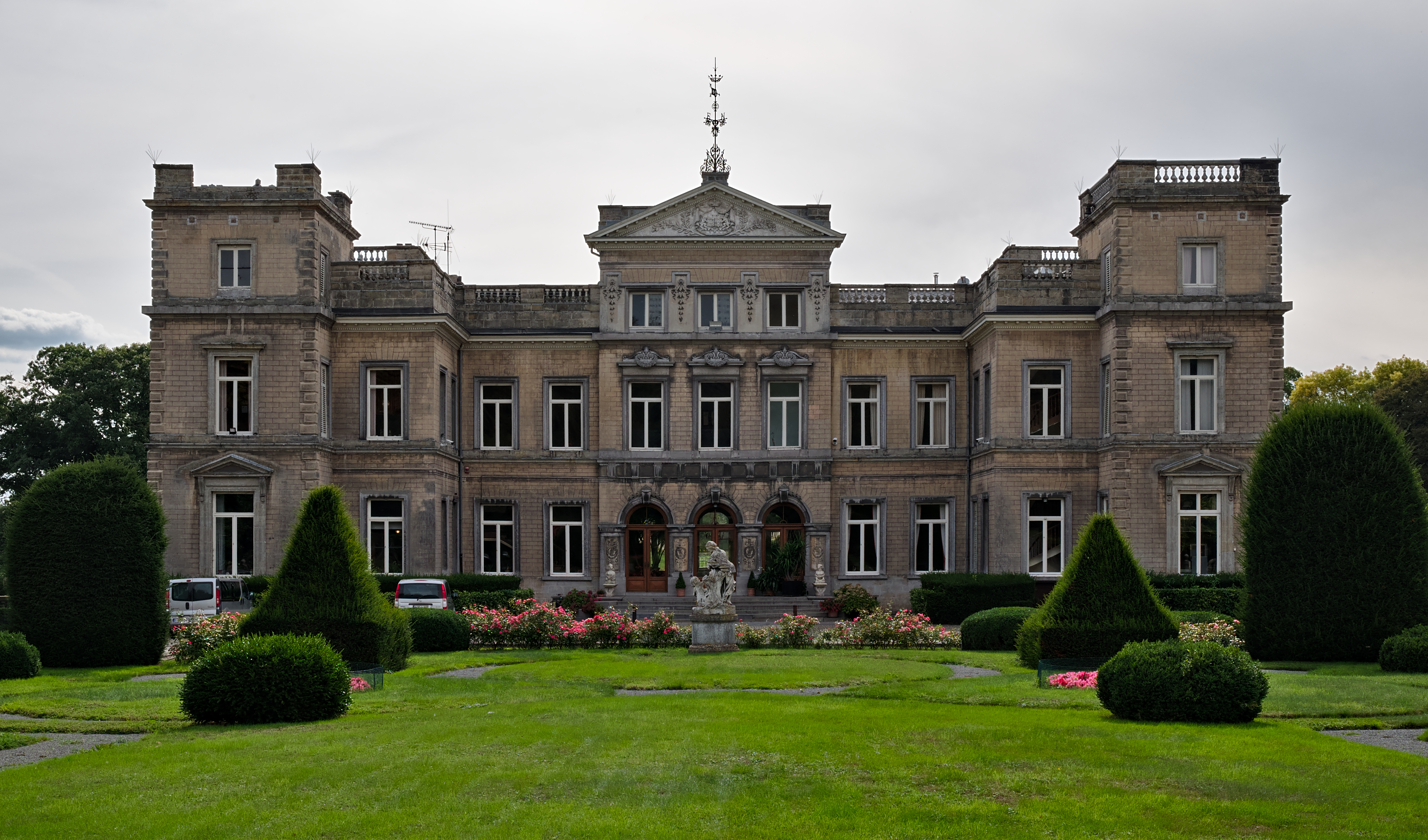
Kasteel van La Berlière in 2018

Het Kasteel van La Berlière is een neoklassieke residentie in Houtaing bij Aat.

## Geschiedenis
De heerlijkheid La Berlière behoorde toe aan het huis De Ligne, kwam in 1511 in handen van de familie Saint-Genois des Mottes en ging in 1643 over naar de familie D'Ennetières. Het middeleeuwse kasteel werd herbouwd in 1677 en opnieuw onder Balthasar d'Ennetières et des Mottes. Hij gaf het ontwerp in handen van de architect Antoine Payen. De werken startten in 1793 en waren pas rond 1834-1835 voltooid.
Via graaf Octave d'Oultremont de Wégimont de Duras kwam het kasteel in handen van Adhémar d'Oultremont, die verschillende aanpassingen liet uitvoeren, waaronder de aanleg van tuinen, paardenstallen, een hoeve en een jachthuis. Na zijn dood in 1910 dienden zijn zonen het domein te verkopen. Het werd eigendom van de families Bernheim en later Motte-Duthoit. Tijdens de Tweede Wereldoorlog werd het kasteel gebruikt door de Duitsers. In slechte staat werd het in 1946 aangekocht door de Jozefieten, die het lieten restaureren onder toezicht van architect Paul Stevens. Ze brachten er het Collège de La Berlière onder, een middelbare school met internaat.
De site is beschermd sinds 1977 en het kasteel sinds 1994.